# 祖父たちの戦争
『祖父たちの戦争』（そふたちのせんそう 原題：Doctor To The Stars）は、アメリカ合衆国の作家マレイ・ラインスターが書いたSF中編集である。早川書房から刊行された「メド・シップ」シリーズは全3冊あり、そのうちの1冊目である。

## 物語の設定
銀河系内にある人類が居住可能な惑星へ、次々と植民が行われた未来の世界。星間医療局では、これらの植民惑星へ定期的に巡回医師（医療局員）を派遣していた。その目的は、公衆衛生と個人医療の新しい成果が、手際よく広範囲に普及しているかを確認することと、場合によっては惑星検疫を行うことである。医療局が持つ医療船には、大型の病院船のようなものもあるが、惑星巡回に使われるのは小型船が主体である。
- 医療船 本中編集に登場する医療船は、コールサインが「エスクリプス20」。質量が50トンの小型船であるが、星間エンジンを搭載し超光速での航行ができる。非常用のロケットエンジンも装備している。船内には医薬品類、培養設備、分析装置などが完備されている。乗り組んでいるのは、医療局員の男「カルフーン」と宇宙生物トーマルの「マーガトロイド」だけである。

- 宇宙生物トーマル 作品中では、猫ほどの大きさで2本の手と2本の脚を持ち、人間の幼児並みの知能があるように描かれている。人間の簡単な言葉を理解するが、話すことはできない。新陳代謝が人間に極めて似ており、また細菌やウイルスに対する抗体を短時間で作ることができる。伝染病で死んだトーマルの記録は皆無である。伝染病の治療法を探し出すための研究用動物として、医療船にはトーマルが必ず搭乗している。

- ランディング・グリッド 宇宙船のロウラー星間エンジンは、超光速航行と惑星間航行に使われるが、基本的に無重量状態でしか作動しない。このため惑星近くの重力場の中では、このランディング・グリッドが力線により宇宙船の着陸と離陸をサポートする。このグリッドは、惑星の電離層からエネルギーを引き出して動作するが、構造が大規模になり、標準的なものでは直径1マイル、高さは半マイルに達する。力線は、惑星直径の5倍程度の範囲まで届く。宇宙船に限らず質量のあるものならば、なんでも離着陸させられる。敵対的な宇宙船、ミサイルなどの兵器類もグリッドの力線で排除できるため、この時代における惑星間戦争は起こっていない。

## 収録されている中編

### 第一部 祖父たちの戦争 （The Grandfathers' War）
医療船「エスクリプス20」は、3ケ月間におよぶ超光速航行を終えようとしていた。船内では医療局員のカルフーンが、今回の任務のことを改めて考えていた。惑星「ファイドラ2」と惑星「カーニス3」が、戦争をするという情報を受けて派遣されたのだが、ランディング・グリッドが設置されている惑星で戦争が起こるはずがない。惑星に接近するものは、何でもグリッドの力線で排除できるからだ。超空間からの離脱2秒前に、エスクリプス20は強制的に通常空間に引き出された。それは宇宙空間に浮かぶ、自力航行可能なグリッドの力線のためだった。ファイドラ2の連中が、カーニス太陽系を攻撃するために運んできたらしい。このグリッドがあれば、惑星グリッドの作動を打ち消せるので、宇宙からの攻撃が可能になる。エスクリプス20は、カーニス3の外側の軌道を回る惑星「カーニス4」に着陸させられた。そこの前線基地の司令官は、こう説明した。ファイドラの太陽が、新星爆発する兆候が観測された。住民の避難施設を建設するため、カーニス太陽系の第3惑星（カーニス3）に二十代の若者たちを送りこんだ。一定の施設が完成した段階で、もっと若い十代後半の連中を送り、さらに十代前半の子供たち、そして十歳以下の子供たちを預けたことを。
カーニス3の若者たちは、次々に送り込まれる子供たちの世話をしながらの建設工事に疲れ果てていた。ファイドラの太陽が、本当に新星爆発するかを独自に観測したが、その兆候はない。そこでファイドラ2の言っていることはデタラメと思い込み、これ以上の仕事を拒否していた。実はこの観測時点では、太陽活動が一時的に平穏な状態になっていたのだが…。避難施設が完成しなければ、残っている住民が新星爆発で死ぬことになるファイドラ2の、父母や祖父母たちが宣戦を布告していたのだった。エスクリプス20は、ファイドラ側から託された攻撃予告メッセージと、捕らわれていたカーニス側の捕虜1人を乗せてカーニス3へ向かった。惑星への着陸はグリッド管制官の技術も良く、なんのトラブルもなく行われた。カルフーンはカーニス3の代表へ、3日後に攻撃を開始するというファイドラからのメッセージを伝えた。そして託児所を視察して異常を感じた。幼児たちは活発に動きまわることもなく、うつろな目をしてたまに笑うだけだった。その原因は、人手不足の若者たちが、幼児の世話に時間を取られないようにするため、サイコ・サーキットを使っていたためだ。
これは子供たちの神経を互いに接続し、一人の感じたことを他の全員に伝えるものだ。そのため、一人の大人が一人の幼児と遊んでやれば、その楽しさを他の子供も味わえるため、育児にかかる労力を大幅に減らすことができる。このため、幼児たちはただ座っているだけだったのだ。そしてカルフーンは、幼児たちが衰弱して身体の抵抗力をなくしているため、ジフテリアや猩紅熱、麻疹に感染していることに気づいた。未知の病原体もいる。それなのに、ここには医者がおらず医薬品も無い。カルフーンはマーガトロイドに病原体を注射し、抗体を作った。その情報をファイドラの病院船に伝え、カーニス3に着陸して治療にあたるよう要請した。だがカーニス3の若者たちは、病院船ではなく戦闘艦が着陸するものと考えて、着陸許可を出さない。業を煮やしたカルフーンは、エスクリプス20を離陸させ、非常用ロケットでランディング・グリッドを破壊した。宇宙空間にあるファイドラのランディング・グリッドを使って病院船が着陸し、子供たちの命は救われた。

### 第二部 住民消失惑星の謎 （Mad Ship Man）
惑星「マヤ」へ接近する「エスクリプス20」の船内で、カルフーンは20回以上もグリッド管制官への呼び出しを続けていた。だが、肉眼で表面の模様が見えるほどに近づいても何の応答もない。その時、通信が入った。それは惑星の反対側を周回していた、定期船「カンディーダ」からだった。同船も12時間前から呼び続けているが応答がないばかりか、いかなる無線通信も傍受できないという。望遠鏡で観測しても街並みは整然としていて、大規模な自然災害があったとも思えない。カンディーダに緊急着陸する旨を伝えたカルフーンは、非常用ロケットを使って宇宙港へ降下していった。着陸して計器を調べると、ランディング・グリッドは動作しているようだが、2秒毎に不可解なパルスが入っていた。町の中には死体も含めて、人間の姿はひとつもない。レストランに入ってみれば、先ほどまで客がいたかのようにテーブルに料理が並べられている。それらの料理は腐ってはいないが、干からびかけていた。そして奇妙なことに地上車がほとんど無くなっていた。
販売店の地上車を借用してカルフーンとマーガトロイドは、住民が向かったと思われる方向に車を走らせた。やがてハイウェイは、他の町に続くものも合流して太くなっていく。上空から轟音が聞こえたので見上げると、カンディーダの救命艇が降下して何かを落とし、また宇宙へ戻っていった。落ちてきたのはパラシュートを着けた男と大金の入ったケースだった。男はアリソンと名乗り、この惑星で土地を買うために来たと話した。アリソンも同乗させて、なおも車を進めるうちに、マーガトロイドの筋肉とカルフーンの指先が規則的に痙攣することに気づいた。間隔は例のパルスと同じく2秒毎だ。カルフーンたちは感覚減少剤を飲んで、先を急いだ。カルフーンは頭の中で、ある畜産惑星で使われている家畜用力場との関連性を考えていた。家畜が逃げないように囲っておいたり、別の場所へ移動させたりするため、家畜にしびれる感覚を起こさせる力線だ。逃げないようにできるなら、逆に逃げさせるようにもできるはずだ。ハイウェイの終点に着くと、そこには何十万台もの地上車が止まっていた。そこには惑星中の住民が集まっていた。カルフーンの想像どおり、身体のしびれる感覚が起きたという。はじめはごく軽いしびれだったが、次は少し強くなり、その次はさらに強く、そして2日前には耐えられないほど痙攣したので、みんながここに避難してきたのだ。
カルフーンは惑星マヤの大統領に、家畜用力場のことを説明し痙攣の原因だと言った。大統領は避難している人々の、食料や水も尽きようとしていると言った。カルフーンは、エレクトロニクスの専門家2人を含む、屈強で武器を扱える者を6人選んでもらい、一緒に4台の地上車に分乗して宇宙港へ向かった。あの力場で痙攣させられる場所は、残っている感覚減少剤を飲んで乗り切った。その途中で、アリソンは住民が逃げてしまった土地を安く買うつもりで大金を持ってきた、ということも判明した。ランディング・グリッド制御室に着くと、カルフーンはエレクトロニクスの専門家と協議して、2秒ごとに起きるパルスのうちで、力場の発生に使われる0.5秒分のエネルギーを無効にする装置を組み立ててもらった。それが動き始めれば力場は止まる。そうすると力場を設置した犯人が、原因を調査しに来るかもしれないので、銃を持って周りを警戒する。
ほどなくライトを消した地上車が近づいてきたが、制御室の明かりを見てＵターンしていった。力場を操作していた犯人と思われたが、後でゆっくり探せばいい。力場が消えたので、避難していた住民たちも次々に町へ帰ってきた。捜索隊が組織され、地下に隠された力場投射機を見つけ出し停止させた。じきに犯人も投降してくるに違いない。住民に恐怖を与えた力場だったが、良いこともあった。惑星マヤの土着植物は動きまわることができ、他の植物を食って栄養源としていた。もちろん地球産の植物も食う。力場の影響で土着植物は、筋肉に相当する部分が痙攣して破壊され、枯れていた。これまで食料のほとんどを輸入していたマヤでは、地球の穀物も栽培できるようになるだろう。カルフーンが惑星厚生省の役人に最新の医療情報を伝達しているとき、マーガトロイドは住民からコーヒーやキャンディをごちそうになり幸せだった。

### 第三部 憎悪病 （The Hate Disease）
惑星「タリエン3」に接近した医療船「エスクリプス20」は、着陸の許可を求めるための通信を送った。すると別々の応答が返ってきた。一つは、慌てた声で「すぐ送信をやめろ。呼びかけられても返事をするな」。もう一つは、落ち着いた声で着陸座標を指示するものだ。医療局員カルフーンは、後者のほうを信用してその指示どおりに船を進めた。だが、そのグリッド・オペレーターは、「先日、パラどもにロケットを盗まれた。地上からロケット攻撃を受けるかもしれないので注意しろ」と話す。ランディング・グリッドにまかせて降下するうちに、本当にロケットが飛んできた。カルフーンは非常用ロケットを操作してかわしたが、何者が攻撃してきたのか。宇宙港に着陸し、惑星の高官たちから歓迎を受けているところへ、ゲートを突破して1台の地上車が向かってきた。それに乗った男は、カルフーンめがけてブラスターを発射した。
カルフーンをブラスターがかすめ、上着を焦がし軽い火傷を負わされた。男は射殺され、宇宙港の人々は、その死体と乗ってきた地上車の周りを入念に消毒する。グリッド・オペレーターは、男がパラだから、と言う。カルフーンはマーガトロイドを連れて、タリエン3の厚生大臣とともに地上車に乗り、行政センターを目指す。前後に何台もの護衛車が連なり、ものものしい警戒態勢だ。大臣の口からパラのことが語られた。それは6ケ月ほど前から現れた病気で、怒りっぽく偏執狂になり、正常人なら吐き気をもよおすようなものを好んで食べたがる。これが原因で死ぬことは稀であるが、正常人をパラにしようとしている。いまや惑星人口の三分の一はパラになっている。治療法が分からなければ、この惑星を隔離してほしい…。人影のない市街に入ると、建物の上層階からさまざまな物が、地上車めがけて投げられた。それもパラの仕業で、カルフーンに自分たちの病気を治してほしくないらしい。行政センターに着いたカルフーンは、研究施設に案内された。
ガラス張りの無菌室に、一人の男が入れられている。彼は憎しみを込めた目でカルフーンをにらみ、盛んにあくびをしていた。レット博士と名乗る男が「こいつはパラだ」と言う。レット博士は、いま惑星上に残された医者の中では私が最高だ、と自分を紹介する。レット博士はスカンクのような匂いのする、ナメクジのような生物をカルフーンに見せた。カルフーンは吐き気を覚えた。その生物を無菌室に入れると、パラの男はうまそうに食べた。レット博士は、こんなものを食べたことがおぞましいので、パラのやつらは住民全員をパラにして、同じものを食わせようとしている、と説明した。また、発病を防ぐためではなく症状が出ないようにするワクチンを、住民に定期的に服用させているらしい。カルフーンがワクチンのサンプルを求めると、レット博士は拒否した。カルフーンは、レット博士の話の内容と態度から、一つの結論を導き出して言った。「レット博士、あなたもパラですね」。
飛びかかってきたレット博士を、低出力のブラスターで気絶させてから、カルフーンは研究施設を抜けだした。外には厚生大臣が待っていた。「おたくもパラでしょう」とカルフーンは言う。そのとき回復したレット博士の命令で、警備員がブラスターを持って現れた。カルフーンは彼らをブラスターで気絶させ、地上車を奪って逃げだした。行政センター内にいる連中は、レット博士のワクチンで正常人のように見えるパラに違いない。厚生大臣から聞いていた、パラ追放用ゲートを通って脱出しなければならない。途中で地上車を乗り捨てたカルフーンは、上着の中にマーガトロイドを隠し、何食わぬ顔でゲートをくぐった。このゲートは、パラに感染した者が出るときは自由で、入ることはできないようになっていて、出るときには消毒液をかけられた。消毒液には、正常人をパラにするものが入っているはず、とカルフーンは考えた。宇宙港までは遠いので、またカルフーンは地上車を手に入れて、エスクリプス20を目指した。ようやくグリッドが見えるようになり、管制室では例のオペレーターが消毒をしている。理由を聞けば、パラに感染したのでどこかに行って自殺するつもりだ、と答える。カルフーンは彼を説得して、グリッドを操作できないよう重要部品を外させ、パラの研究対象になってもらうためエスクリプス20の中に招き入れた。
やがて宇宙港には、地上車で兵士たちが到着した。彼らはエスクリプス20の周囲を取り囲む。管制室に入った連中は、内部が消毒されているのを見て慌てて出てきた。エスクリプス20のラジオからは、惑星大統領が、レット博士のワクチンでパラは撲滅できるので安心してほしい、と演説する声が流れている。その一方、警察無線では、各地でパラによる暴動が発生している、と叫んでいた。カルフーンはポケットから二つの容器を取り出した。レット博士の研究室から持ち出したもので、一つはワクチンと称するもの、あと一つには例のナメクジ様の生物が入っている。その生物を見たオペレーターは、歯を食いしばり耐えている。カルフーンはワクチンを分析装置に入れた。レット博士は最初の患者の一人で、その原因となる物質は分かったが治療法はつかめなかった。だが、症状を抑えナメクジを食べずにすむような物質を見つけた。正常人を自分と同じ状態にさせるため、パラになる物質とナメクジを食わずにすむ物質を、ワクチンと称して与えていたのだ。消毒薬にもそれらが含まれていた。時間が経過し、無線機からは暴動の拡大していくようすが伝えられていく。マーガトロイドが、ナメクジの入った容器に興味を示し始める。パラに感染したのだ。原因が病原体でないから、トーマルでも体内で抗体を作り出すことができない。オペレーターはカルフーンのブラスターを取り、自殺すると言った。カルフーンは彼を殴ってブラスターを取り戻した。
やがて分析が終わり、パラの原因となる物質を中和させる物質が判明した。それはオレフィンやアセトンなどの不飽和炭水化物で、すぐに大量生産はできない。マーガトロイドがナメクジをもらいたくなり、カルフーンの気を引こうとしてブラスターをいたずらする。誤ってブラスターが発射され、船の床を焦がした。下層にある木の焼ける匂いがして、船内に煙が充満する。カルフーンは突然、気づいた。煙には不飽和炭水化物が含まれていることに。煙は徐々に排気されていくが、カルフーンもオペレーターもマーガトロイドも、十分に吸い込んでいた。カルフーンが、ナメクジの容器にマーガトロイドを近づけると、おびえて尻込みした。オペレーターの目の前に容器を突き出す。「ひどい。とても耐えられない」とオペレーター。彼はパラから回復していた。この惑星では、電力で熱を得ているので、物を燃やすことがなかったのだ。
エスクリプス20を非常用ロケットで離陸させたカルフーンは、町のあちこちの屋根にロケット噴射で火を放った。煙が立ち上り、何事かと驚いた人々がパラも正常人も含めて屋外に出てきて、みんな煙を吸い込んだ。これから惑星の住民は、定期的に物を燃やすようになるだろう。宇宙港でオペレーターを降ろし、ランディング・グリットの重要部品を戻して、すばやく惑星から宇宙空間に送り出してもらう。カルフーンが、パラという病気を制圧したことは称賛されてしかるべきだが、彼は町の一割ほどを燃やし、忌まわしい記憶を持つパラたちを正常に戻してしまった。カルフーンはレット博士の行く末を考えていた。どんな罰が下されるのかは分からない。星間医療局の本部に向けて、超光速航行に入ったエスクリプス20の船内では、カルフーンとマーガトロイドがゆっくりコーヒーを味わっていた。

## 書誌情報
『祖父たちの戦争』 山田忠訳 ハヤカワ文庫SF SF585 1984年11月発行 ISBN 4-15-010585-5